# Mary Ann Buxton
Mary Ann Buxton, geb. Streetin (* 1795 oder 1796 in England; † 18. Oktober 1888 in Wellington, Neuseeland) war eine Lehrerin, Landbesitzerin und Geschäftsfrau in Neuseeland.

## Frühes Leben
Mary Ann Streetin wurde 1795 oder 1796 in England geboren und heiratete im Jahr 1827 oder 1828 den Gärtner Harry Bridger Buxton vermutlich in Stoke Newington der damaligen Grafschaft Middlesex, die heute Teil von Greater London ist. Sie hatten fünf Kinder, von denen zwei nicht über das Säuglingsalter hinaus kamen.
Die Familie lebte in der Green Lane in Stoke Newington neben einer Ziegelei und zählte in einem überwiegend von der Mittelschicht bewohnten Teil des Dorfes zur Arbeiterklasse. Das Ziel der Familie war es, sozial aufzusteigen und das, indem sie in der neuen Kolonie Neuseeland zu Grundbesitzern wurden. So gründete Buxton als überzeugte Anglikanerin eine Mädchenschule, während ihr Mann als Gärtner und Küster sich verdiente und die Familie somit Geld für ihre Ausreise ansparen konnte.

## Neuseeland
Wann genau die Familie nach Neuseeland auswanderte, ist nicht bekannt, wohl aber, dass sie auf dem Schiff Adelaide Neuseeland erreichten. Angekommen, richtete Mary Ann Buxton mit ihrer Lehrerfahrung von England am 1. Januar 1843 im Stadtteil Thorndon in Wellington eine private Mädchenschule ein und betrieb diese erfolgreich bis in das Jahr 1878.
Ihr Mann hingegen erwarb 1841 ein kleines Grundstück in der Nähe von Johnsonville am Stadtrand von Wellington und erweiterte es durch Zukauf. Als er 1847 verstarb, erbte sie das Land und den Viehbestand darauf. Mit ihrem Haus, ihrer Schule als Ankerpunkt und aufbauend auf dem kleinen landwirtschaftlichen Unternehmen ihres Mannes und mit der geschickten Unterstützung einer verwitweten Pioniersiedlerin, beteiligte sich Buxton Anfang der 1850er Jahre am Wettlauf um die Wairarapa-Ländereien und sicherte sich einen 25.000 Acres großen Besitz in Whareama. Ein Eintrag von 200 Acres mit dem Erwerb am 15. März 1854 ist in einem Register des Lands & Survey Office Wellington zu finden. Ein Nachbar half ihr und führte sie in die Weidewirtschaft ein, sodass sie in den späten 1860er Jahren auf ihrem Grundstück rund 4000 Schafe halten konnte. Ihre beiden Söhne starben nacheinander durch ertrinken im Whareama River und hinterließen keine Nachkommen. So entschied sich Buxton die Farm zu verkaufen und die Erbschaft auf ihr einzig verbliebenes Kind, ihre Tochter Sophia zu übertragen. Auch diese erlosch als ihre Tochter 1886 starb. Letztendlich war es nur noch die Schule von Mary Ann Buxton, die den Familiennamen bewahrte.
Mary Ann Buxton lebte in ihrem Haus in der Tinakori Road in Wellington bis zu ihrem Tod am 18. Oktober 1888. Sie besaß mehrere Immobilien in der Stadt und hinterließ, nachdem sie alle ihre Kinder überlebt hatte, ihre Vermächtnisse an Freunde und Bekannte sowie an das Wellington Hospital.